# Église Saint-Nicolas de La Neuville-Housset
L'église Saint-Nicolas de La Neuville-Housset est une église située à La Neuville-Housset, en France.

## Localisation
L'église est située sur la commune de La Neuville-Housset, dans le département de l'Aisne.

### Galerie

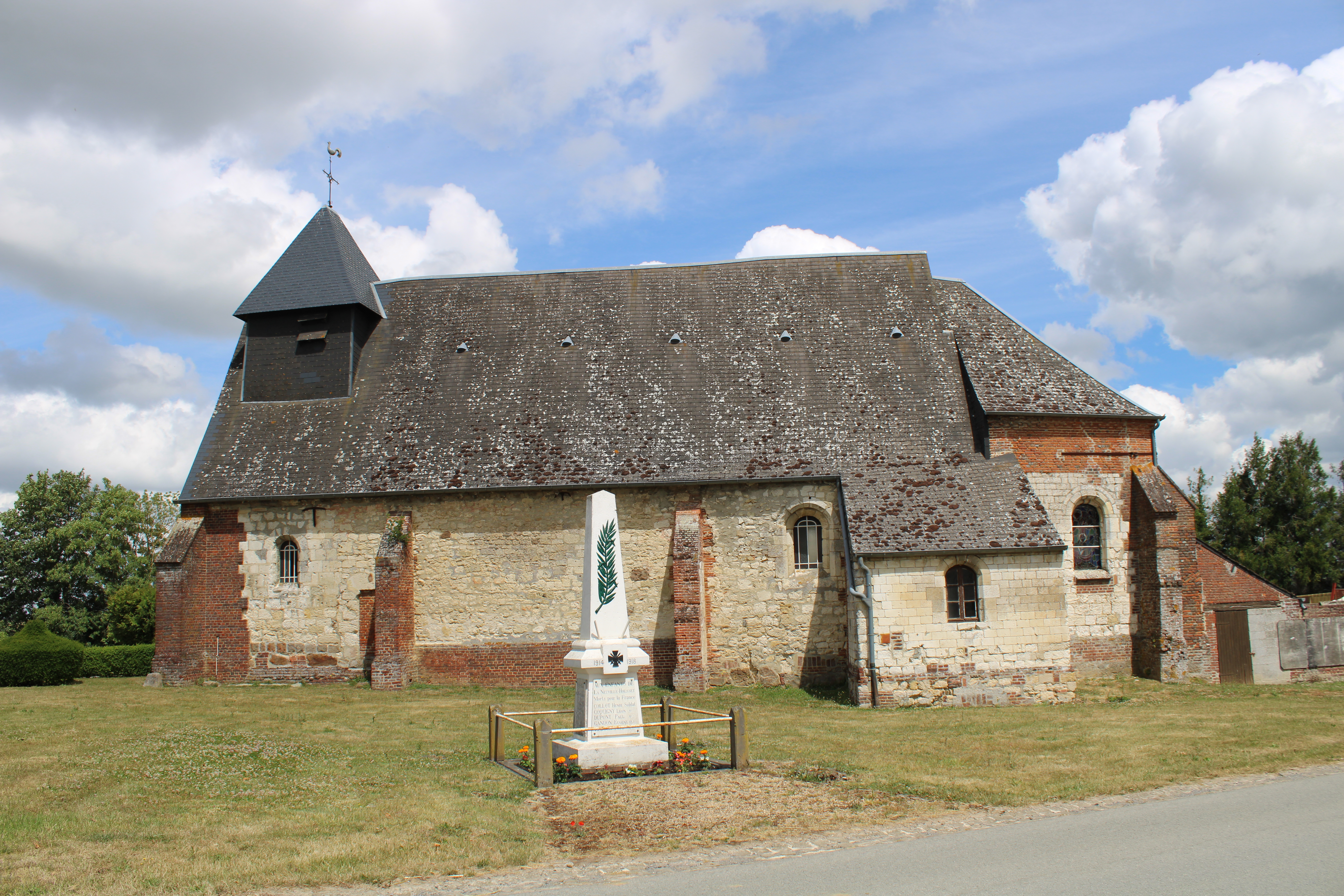
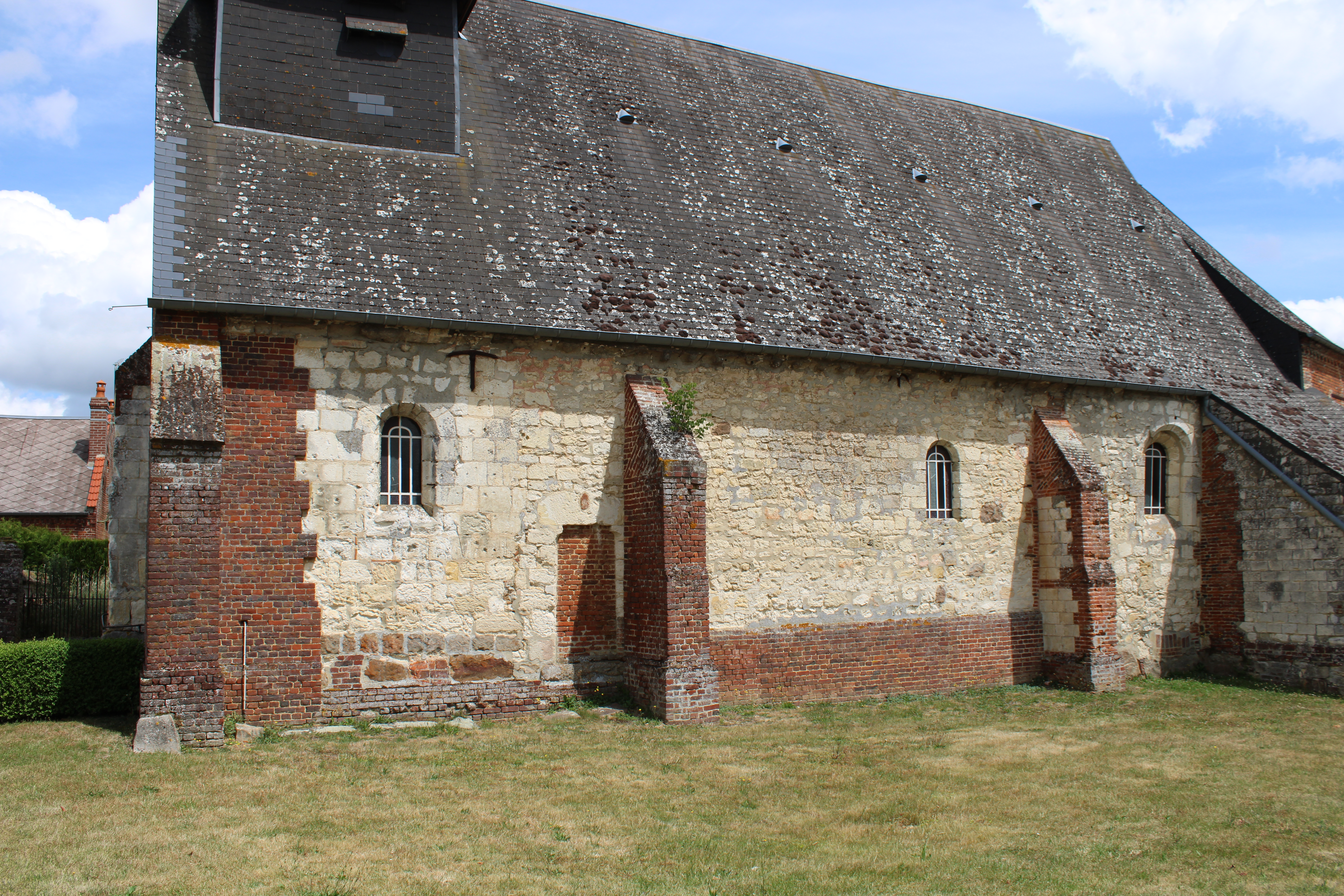
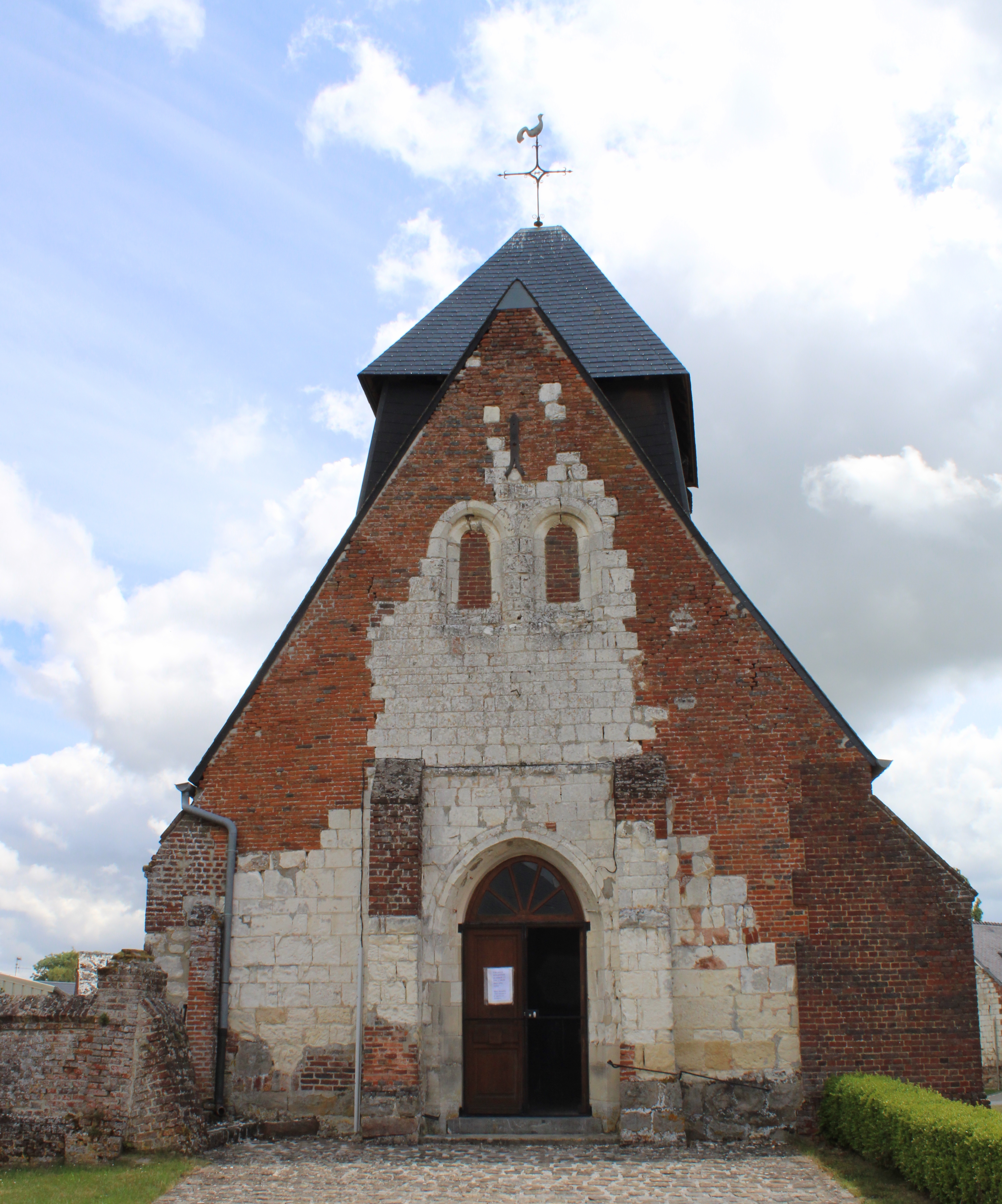
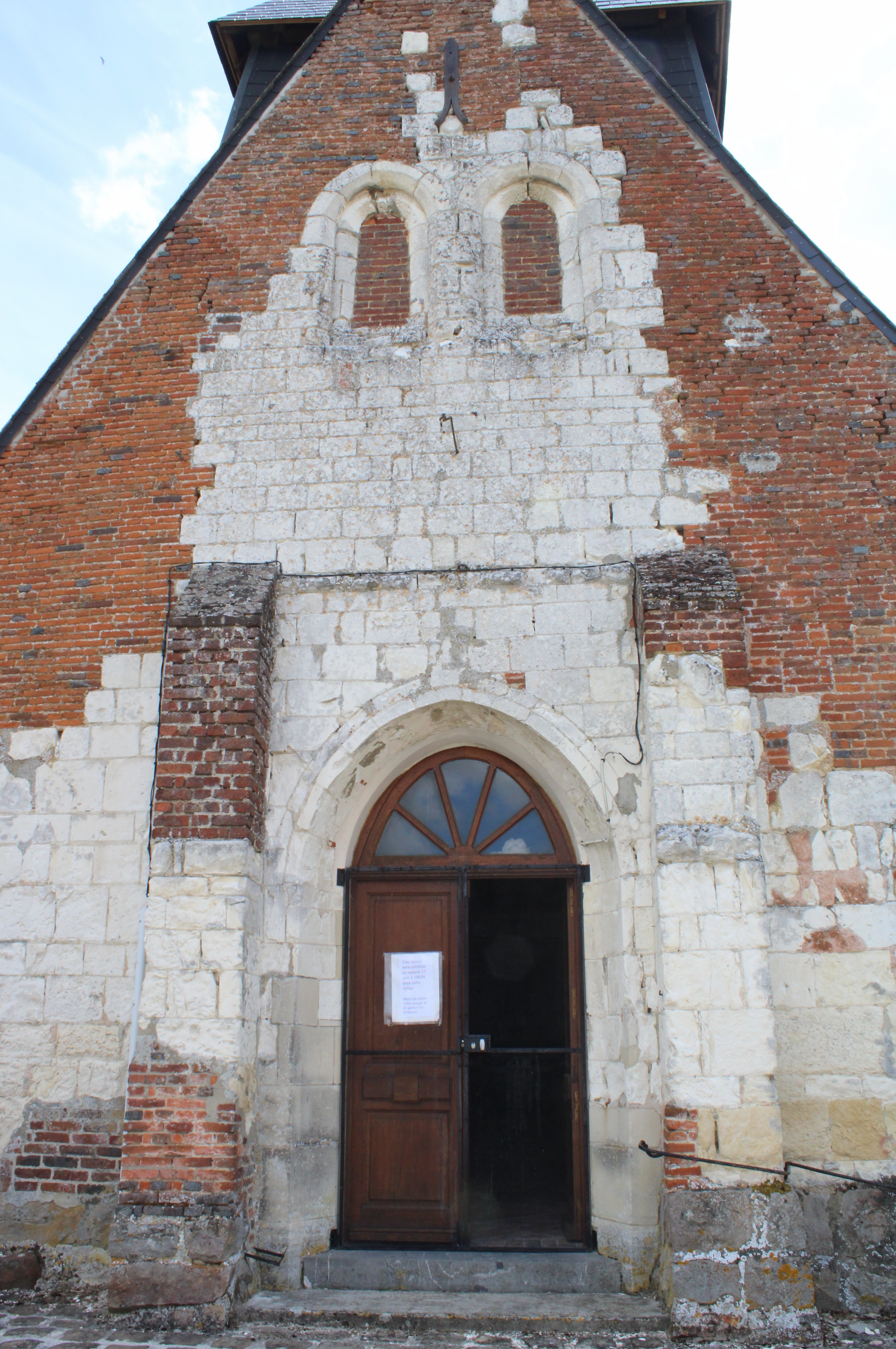